# Diamond City, Arkansas
Diamond City là một thành phố thuộc quận Boone, tiểu bang Arkansas, Hoa Kỳ. Năm 2010, dân số của thành phố này là 782 người.

## Dân số
- Dân số năm 2000: 730 người.
- Dân số năm 2010: 782 người.